# Dimorphophyton
Dimorphophyton is een geslacht van neteldieren uit de klasse van de Anthozoa (bloemdieren).

## Soort
- Dimorphophyton mutabiliforme (Williams, 1988)